# Picolit Bianco
Die Weißweinsorte Picolit Bianco ist eine autochthone Sorte aus der Region Friaul-Julisch Venetien, Italien. Sie wurde schon im römischen Reich angebaut. Der Name leitet sich von piccolo, wie klein ab, da die Beeren sehr klein sind. Sie ist vermutlich mit der in Ungarn angebauten Sorte Blaustengler (ungarisch Kéknyelü) identisch oder zumindest verwandt. Die früher weit verbreitete Sorte neigt stark zum Verrieseln und liefert eher geringe Erträge, so dass sie zwischenzeitlich fast ganz ausstarb und erst wieder im 19. Jahrhundert neu selektioniert und gefördert wurde. Picolit Bianco ist eine Varietät der Edlen Weinrebe (Vitis vinifera).
Die Picolit Bianco ergibt sehr selten zu findende und teure Dessertweine mit dem Namen Picolit. Die alkoholreichen Weine entstehen in der Denominazione di origine controllata – Region Colli Orientali del Friuli und waren im 18. Jahrhundert äußerst begehrt. Antonio Zanon (1767) schrieb, dass Picolit in den Höfen Deutschlands, Englands und Frankreichs kredenzt wurde.
Siehe auch den Artikel Weinbau in Italien sowie die Liste von Rebsorten.

## Synonyme
Die Rebsorte Picolit Bianco ist auch unter den Namen Balafan, Balafant, Blaustengler, Blaustingl Weiss, Keknyelü, Kelner, Peccoleto Bianco, Picolit, Picolit Giallo (eine Spielart der Picolit Bianco), Piccolet, Piccoletta, Piccolit, Piccoliti Bianco, Piccolino, Piccolito del Friuli, Piccolitto Friulano, Picoleto Bianco, Pikolit, Pikolit Weiss, Piros Keknyelü, Ranful Weiss, Uva del Friuli und Wisellertraube Weiss bekannt.